# Thomas Scheidtweiler

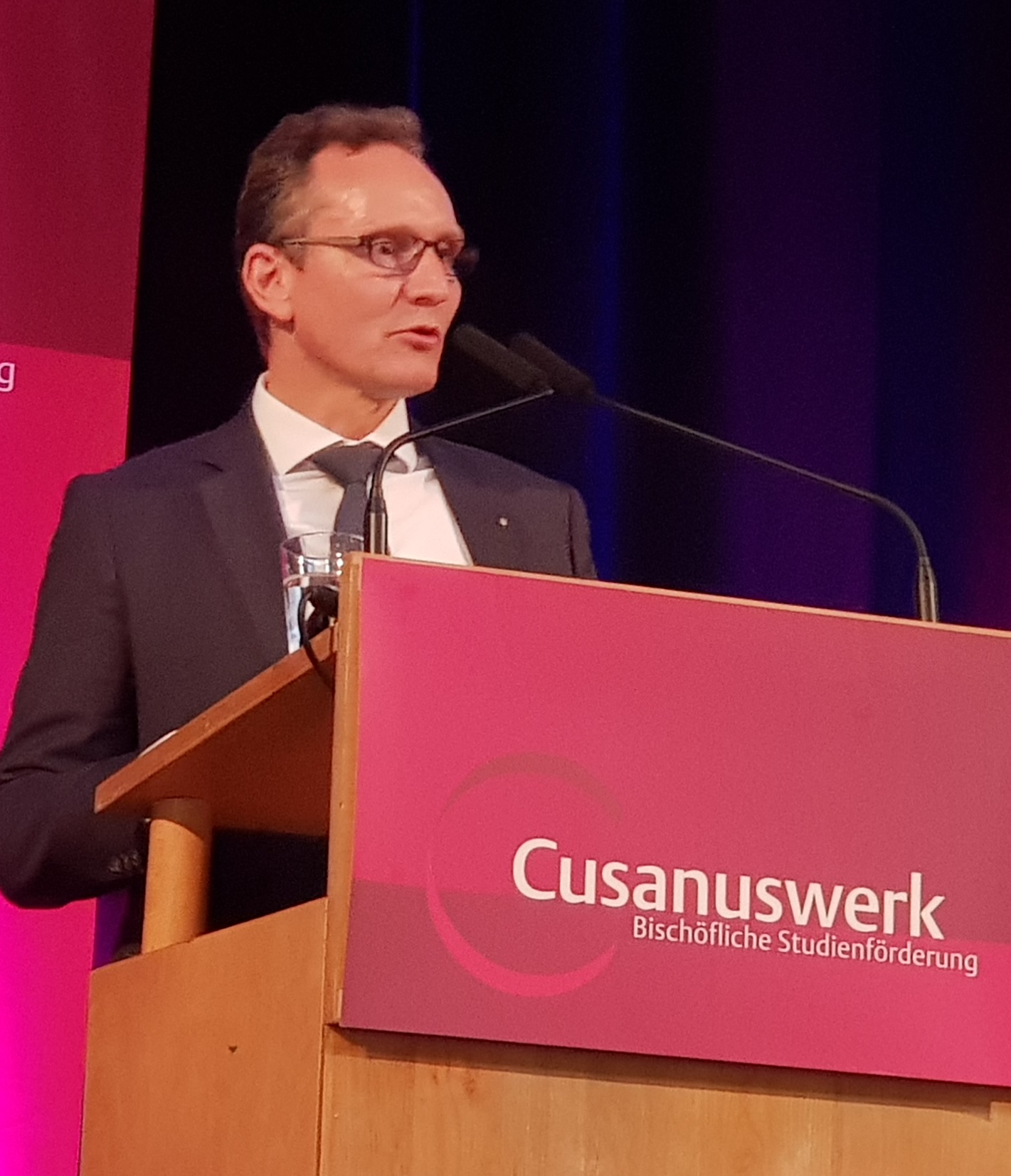
Thomas Scheidtweiler bei der Eröffnung der Jahrestagung des Cusanuswerks am 14. Juni 2019 in Kasteel de Berckt bei Venlo, NL

Thomas Scheidtweiler (* 13. Juli 1964 in Zülpich) ist ein deutscher Agraringenieur und Wissenschaftsmanager. Seit 2014 ist er Generalsekretär der Bischöflichen Begabtenförderung Cusanuswerk.

## Leben
Scheidtweiler absolvierte nach dem Abitur (1983) zunächst eine landwirtschaftliche Lehre (1983–1985) und dann von 1985 bis 1990 das Studium der Agrarwissenschaften an der Universität Bonn. Von 1990 bis 1994 war Scheidtweiler Leiter eines Agrarhandelszentrums in Tansania. Während der Zeit als Koordinator des Masterstudienganges ARTS (M.Sc. in Agricultural Science and Resource Management in the Tropics and Subtropics) an der Universität Bonn (1994–1995) begann Scheidtweiler mit einem Promotionsprojekt in Agrartechnik, das er 1996 abschloss. Während des Studiums und der Promotionszeit war Scheidtweiler Stipendiat des Cusanuswerks.
1995 bis 2007 arbeitete Scheidtweiler als Referatsleiter Afrika beim KAAD (Katholischer Akademischer Ausländerdienst), dann 2007/2008 im Internationalen Büro des Bundesministeriums für Bildung und Forschung als Koordinator des Politikdialogs zur Nachhaltigkeitsforschung (D4S) mit Brasilien, Russland, Indien, China und Südafrika. 2008 trat er die Position als Referatsleiter für Afrika und den Nahen Osten der Alexander-von-Humboldt-Stiftung an. 2014 wechselte er als Generalsekretär zum Cusanuswerk.
Scheidtweiler ist verheiratet und hat zwei erwachsene Töchter. Er lebt in Mechernich. Dort ist er unter anderem Mitglied im Vorstand einer Stiftung zum Erhalt der von Peter Zumthor entworfenen Bruder-Klaus-Feldkapelle, die von der Familie Scheidtweiler errichtet wurde.

## Funktionen/Auszeichnungen
Scheidtweiler war für die EU und die UN als internationaler Wahlbeobachter tätig. Im Juli 2016 wurde Scheidtweiler als Vertreter für das Cusanuswerk in das Zentralkomitee der deutschen Katholiken gewählt.

## Publikationen (Auswahl)
- Maisanbau in Ostafrika. In: Entwicklung und ländlicher Raum. DLG-Verlag, Frankfurt a. M., 6/1989.
- Verfahrensvergleich eines gespanngezogenen Spaten-Einzelkornsägerätes mit der in Ostafrika üblichen Handsaat von Mais. Diss. VDI/MEG Schriftenreihe Nr. 195, Bonn 1996 (225 S.).
- Hrsg.: Human and Economic Development – The Importance of Civil Society and Subsidiarity. Proceedings of a Conference on the Occasion of the 40th Anniversary of KAAD, 12–16 November 1998. KAAD Bonn, Kumasi, Ghana, 2000.
- Animal-drawn punch planters: a key technology for smallholder agricultural development in the 21st Century. In: P. G. Kaumbutho, R. A. Pearson, T. E. Simalenga (Hrsg.): Empowering Farmers with Animal Traction. Proceedings of the workshop of the Animal Traction Network for Eastern and Southern Africa (ATNESA) held 20–24 September 1999. Mpumalanga, South Africa 2000 (pdf).
- Punch planting (zusammen mit Gottfried Eikel). In: Landtechnik / Agricultural Engineering, Sonderheft 1/2001 (pdf).
- Ist Afrika noch zu retten? Entwicklungsprobleme unseres Nachbarkontinents und ihre Ursachen. In: BKU Journal, März 2001.
- Hrsg. zusammen mit Ingo Scholz: Worlds Apart. Local and Global Villages. From Villagisation to Globalisation in One Generation. Konrad-Adenauer-Stiftung Bonn 2004.
- Alexander von Humboldt Foundation Supports Beacons of Hope (zusammen mit Sonja Spal). In: ITB infoservice 05/2013, 30–32 (online).
- Hrsg. zusammen mit Susanne Schaefer: Talente verbinden. Zukunft gestalten. In christlicher Verantwortung. Jubiläumspublikation der Bischöflichen Studienförderung Cusanuswerk. Ergebnisse der Netzwerkstudie. 60 Jahre Cusanuswerk, Bischöfliche Studienförderung. Cusanuswerk Bonn 2016 (Schriften des Cusanuswerks, Nr. 20 – pdf).